# Северные говоры западнословацкого диалекта

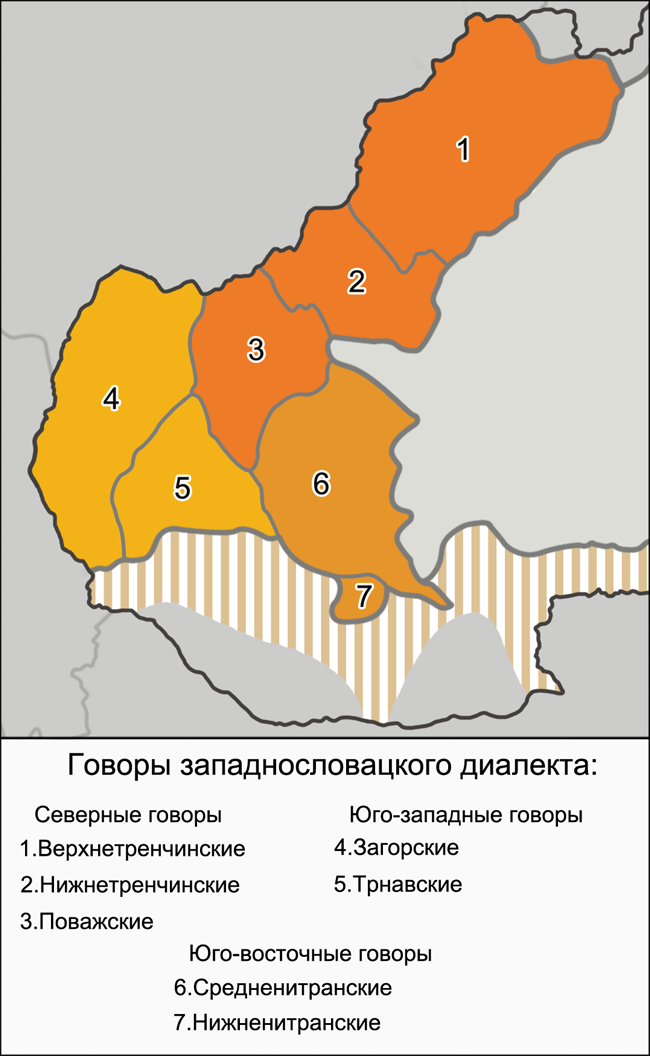
Классификация западнословацкого диалекта («Атлас словацкого языка»)

Се́верные го́воры западнослова́цкого диале́кта (словац. severná skupina západoslovenských nárečí, severná podskupina západoslovenských nárečí, severný región západoslovenských nárečí, severná skupina západoslovenského dialektu) — говоры, распространённые в северной части западнословацкого диалектного ареала. Согласно классификации, представленной в «Атласе словацкого языка», противопоставлены юго-западным и юго-восточным западнословацким говорам, в других классификациях противопоставлены либо всему южному западнословацкому ареалу, либо южным говорам и отдельно от них загорским говорам.
Область распространения северных западнословацких говоров охватывает северо-западные территории Словакии в среднем течении реки Ваг.
К числу северных говоров западнословацкого диалекта относят верхнетренчинские, нижнетренчинские и поважские говоры. Некоторые исследователи словацких диалектов исключают из состава северной группы поважские говоры и отдельно выделяют кисуцкие говоры.
Среди характерных диалектных особенностей северного ареала западнословацкого диалекта отмечаются: наличие дифтонгов; отсутствие слоговых, как рефлексов сочетания редуцированного с плавным l в позиции между двумя согласными, первый из которых — язычный (tьlstъ); наличие ассибилированных или отвердевших ť > c, ď > ʒ, ť > t, ď > d и позиция реализованной ассибиляции перед гласной e любого происхождения, за исключением рефлекса ъ, а также в форманте инфинитива.

## Классификация
Северный ареал как одна из основных диалектных единиц западнословацкого диалекта выделяется в большинстве вариантов классификаций словацких диалектов, представленных в исследованиях по словацкой диалектологии. Различия в классификациях, так или иначе связанные с северными говорами, касаются прежде всего границ северного ареала и состава входящих в него групп говоров, также различия относятся к определению места северных говоров в пределах западнословацкого диалекта по отношению к остальным диалектным ареалам Западной Словакии.
Согласно классификации, данной в «Атласе словацкого языка» (1968), северные говоры западнословацкого диалекта включают:
- верхнетренчинские говоры:
  - собственно верхнетренчинские говоры;
  - кисуцкие говоры;
  - верхнекисуцкие говоры;
- нижнетренчинские говоры;
- поважские говоры:
  - собственно поважские говоры;
  - миявские говоры.

Северным говорам противопоставляются юго-западные западнословацкие говоры — загорские и трнавские, а также юго-восточные западнословацкие говоры — средненитранские и нижненитранские.

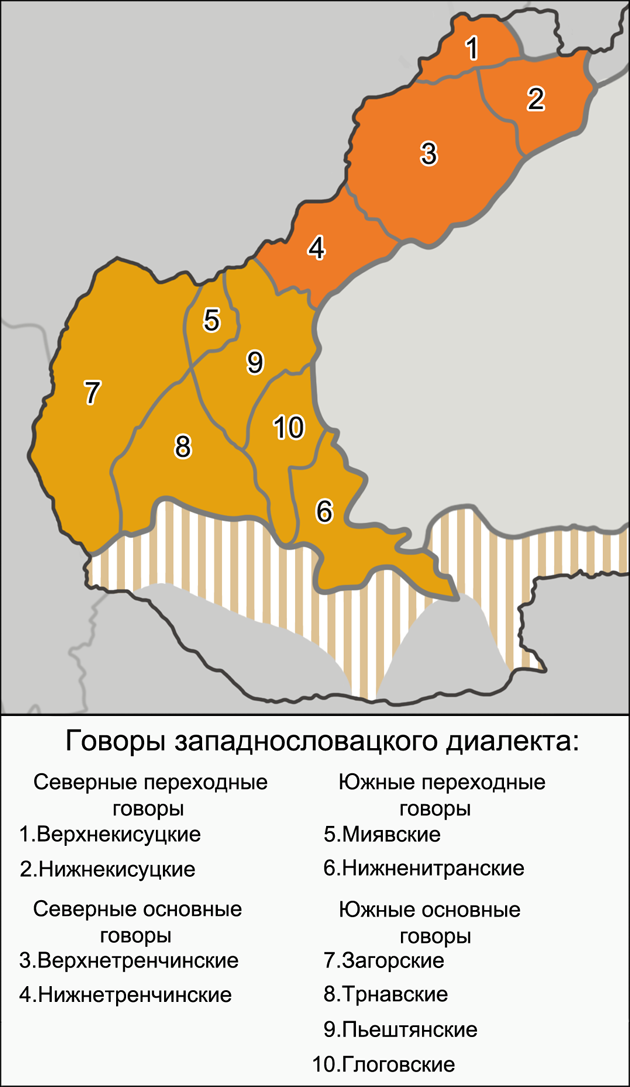
Классификация западнословацкого диалекта
(Р. Крайчович)

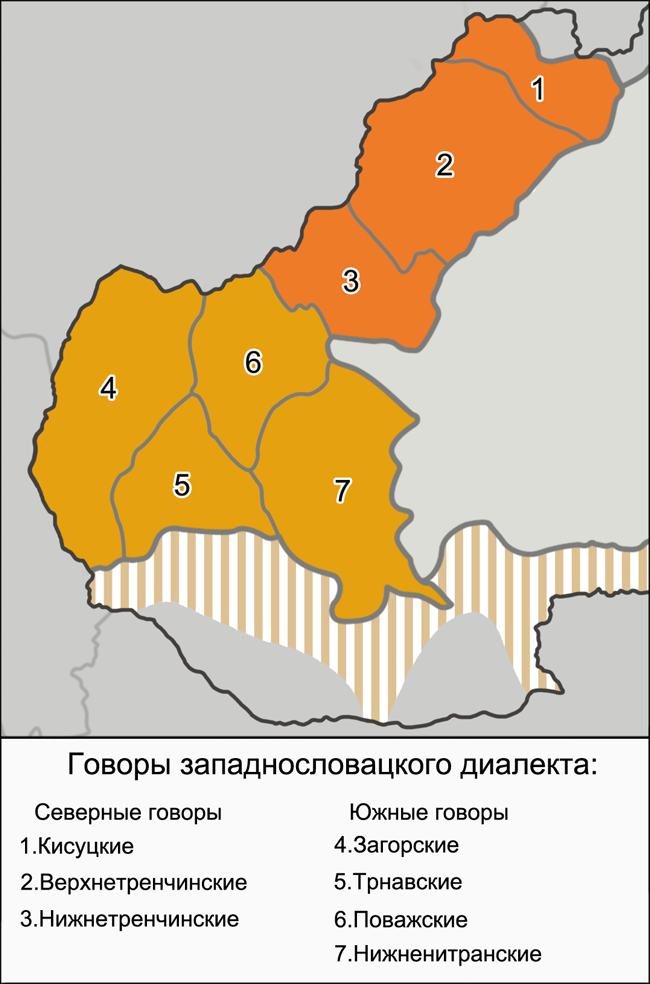
Классификация западнословацкого диалекта
(И. Рипка)

Р. Крайчович приводит следующую классификацию:
- верхнетренчинский основной ареал;
- нижнетренчинский основной ареал:
  - подъяворинский район;
- верхнекисуцкий переходный ареал;
- нижнекисуцкий переходный ареал.

Особенностью данной классификации является выделение в составе северных говоров двух основных диалектных ареалов и двух переходных ареалов. По терминологии Р. Крайчовича северные говоры образуют северный диалектный регион в составе западнословацкого макроареала. Отличиями данной классификации от диалектологической карты из «Атласа словацкого языка» являются:
- сокращение территории верхнетренчинского ареала за счёт выделения в пределах её северной части переходных ареалов — верхнекисуцкого и нижнекисуцкого;
- включение поважских говоров в состав южного диалектного региона (без подъяворинского диалектного района, который отнесён к нижнетренчинскому ареалу);
- сокращение нижнетренчинского ареала за счёт включения его восточных районов, выделенных как бановский переходный ареал в состав среднесловацкого макроареала.

В рамках западнословацкого макроареала говоры северного региона противопоставляются говорам южного региона, включающим четыре основных ареала — загорский, трнавский, пьештянский и глоговский, а также два переходных ареала — миявский и нижненитранский. Р. Крайчович отмечает отсутствие чёткой границы между северным и южным регионами, тем не менее, в состав намечаемого пучка изоглосс, разделяющего два ареала, можно, по его мнению, включить изоглоссу распространения асибилированных c и ʒ с одной стороны и мягких ť и ď или твёрдых t и d (в нижетренчинских говорах) — с другой (ʒeci — ďeťi / deti); изоглоссу слогообразующей l̥, отмечаемой в южных говорах, и сочетания lu, распространённого в нижетренчинских говорах (tl̥stí — tlustí); изоголоссы распространения форм типа gadzi (с флексией -i у одушевлённых существительных на a в форме родительного падежа единственного числа), noze, ruce, macose (с чередованием заднеязычных в основе существительных) в нижнетренчинских говорах при наличии форм типа gadzu, nohe, ruke, macoxe в пьештянских говорах; изоглоссу праславянского изменения *x в s (Česi) в нижнетренчинских говорах при изменении *x в š (Češi) в южных говорах.
На диалектологической карте И. Рипки (I. Ripka), представленной в «Атласе населения Словакии» (Atlas obyvatel’stva Slovenska) (2001), выделяются следующие северные западнословацкие говоры:
- кисуцкие говоры;
- верхнетренчинские говоры;
- нижнетренчинские говоры.

Перечисленным говорам северного региона в составе западнословацкого макроареала противопоставлены говоры южного региона — загорские, поважские, трнавские и нижненитранские.
Согласно классификации, опубликованной в издании «Энциклопедии языкознания» (Encyklopédia jazykovedy) (1993) и работе Й. Мистрика «Грамматика словацкого языка» (1985), северный западнословацкий ареал, включающий верхнетренчинские, нижнетренчинские и кисуцкие говоры, противопоставляется южной группе (с поважскими, трнавскими и нитранскими говорами) и загорской группе (с собственно загорскими говорами).

## Область распространения
Основной частью области распространения северных говоров западнословацкого диалекта является территория прежде всего исторического Тренчинского комитата (исключая ареал говоров гуралей в его северной части), а также северные районы Нитранского комитата. Согласно современному административно-территориальному делению Словакии данный регион размещён в северо-западной части территории Жилинского края, на всей территории Тренчинского края, исключая его юго-восточные районы, а также в северо-восточной части территории Трнавского края северо-западной Словакии. На севере к ареалу северных говоров примыкает граница Словакии с Польшей, на западе и северо-западе граница ареала северных говоров совпадает с государственной границей Словакии и Чехии. Наиболее крупными городами в северном западнословацком ареале являются Жилина, Битча, Поважска-Бистрица, Пухов, Илава, Кисуцке-Нове-Место, Чадца, Тренчин, Бановце-над-Бебравоу, Нове-Место-над-Вагом, Миява.
На востоке ареал северных западнословацких говоров граничит с ареалами говоров среднесловацкого диалекта: оравским, турчанским и верхненитранским. На юго-востоке к ареалу северных западнословацких говоров примыкает ареал юго-восточных западнословацких средненитранских говоров, на юге — ареал юго-западных западнословацких трнавских говоров и на юго-западе — ареал загорских говоров. На западе северные западнословацкие говоры граничат с ареалами чешских диалектов: на западе и юго-западе — с областью распространения копаничарских говоров, южного (словацкого) диалекта и северного (валашского) диалекта восточноморавской (моравско-словацкой) диалектной группы, на северо-западе к ареалу северных западнословацких говоров примыкает область распространения южного (моравского) диалекта и восточного (остравского) диалекта (включая верхнеостравицкие говоры) североморавской (силезской, ляшской) диалектной группы, а также ареалы яблонковских и чадецких говоров силезского диалекта польского языка (или же польско-чешских говоров).
На севере ареал северных западнословацких говоров граничит с так называемыми говорами польских гуралей — живецкими говорами малопольского диалекта.

## Диалектные особенности
Северный ареал западнословацкой диалектной области выделяется по нескольким языковым признакам.
Один из таких признаков сформировался уже в ранний период развития празападнословацкого диалекта. Территорию, включающую говоры правосточнословацкого диалекта и ряд празападнословацких говоров, на основе которых развились современные северные и крайне западные говоры Западной Словакии, не затронул процесс формирования слоговых согласных на месте сочетания редуцированного с плавным l в позиции между двумя согласными, первый из которых — язычный (tьlstъ), в данных говорах в этой позиции сохранились изначальные сочетания, изменившиеся впоследствии в сочетание lu с возможной утратой l (dluh, slunko /sunko, tustí). В то же время в остальных празападнословацких и во всех прасреднесловацких говорах сформировались слоговые согласные (dl̥h, sl̥nko). Данная черта сближает северные западнословацкие говоры с загорскими, но последние отличаются тем, что в них отсутствуют также слоговые как рефлексы сочетаний плавного со слоговым (krest, blexa). В настоящее время в северном западнословацком ареале слоговой l̥ отмечается только в северо-западных поважских говорах. Наличие слогового l̥ на месте сочетания редуцированного с плавным l после язычного согласного представлено в юго-восточных западнословацких и в трнавских говорах.
В северном западнословацком ареале сформировалось также такое языковое явление, в целом нехарактерное для западнословацкой диалектной области, как наличие дифтонгов. Система вокализма, включающая дифтонги, сближает северные говоры с говорами среднесловацкого диалекта, хотя в отличие от последних дифтонги представлены в них ограниченно и непоследовательно, кроме того, артикуляционная характеристика данных сочетаний гласных зачастую не позволяет считать их в полной мере дифтонгами. Процесс дифтонгизации долгих гласных é > i̯e и ó > u̯o, охвативший западнословацкий диалект в XII—XIII веках (не всегда последовательно и не все говоры), привёл к размежеванию северных говоров с юго-западными и юго-восточными, поскольку в северном ареале дифтонги частично сохранились (при этом слогообразующий компонент в них мог оставаться долгим — bi̯élí, ku̯óň, либо на месте неслоговых элементов сочетаний могли формироваться согласные звуки — bjelí, kvoň), а в южном ареале превратились в монофтонги — bílí, kóň (так же, как и в чешском языке). Позднее, в XIV—XV веках, дифтонгизировалась долгая гласная ȁ > ɪ̯a, но ареал этого явления охватил не всю территорию северных говоров, данный дифтонг сохраняется в основном в верхнетренчинских и северо-западных поважских говорах. В наибольшем объёме дифтонги представлены в верхнетренчинских говорах: i̯e, u̯o, а также иногда и i̯a, i̯u (в плане артикуляции они могут представлять собой сочетание двух самостоятельных звуков — гласного и согласного: je, vo, ja, ju). В нижнетренчинских говорах дифтонги представлены более ограниченно, широко распространён дифтонг i̯e (нередко с долгим слоговым компонентом), менее распространённым является дифтонг u̯o, в нижнетренчинских говорах вместо дифтонга u̯o в те же лексемах может отмечаться долгая ó. Дифтонг i̯e (нередко как i̯é) также широко распространён в поважских говорах, при этом без долгого слогового компонента дифтонг употребляется в северо-западных поважских говорах (в этих говорах также встречается дифтонг i̯a), а с долгим слоговым компонентом — в южных и восточных поважских говорах (в некоторых грамматических формах долгая é не дифтонгтзировалась). Как правило в поважском ареале отмечается отсутствие дифтонгизации гласной ó, между тем на северо-востоке на месте ó встречается сочетание vó. В юго-западных и юго-восточных западнословацких говорах дифтонги отсутствуют полностью.
Северный ареал западнословацкого диалекта выделяется кроме того по наличию в их консонантной системе ассибилированных согласных c и ʒ. Процесс ассибиляции согласных ť и ď: ť > c, ď > ʒ, произошедший в XII—XIII веках, был характерен и для юго-западных говоров. При этом позиции, в которых осуществлялась ассибиляция (а также и смягчение согласных), в северных и юго-западных говорах были различными. В юго-западных западнословацких говорах ассибиляция осуществилась в позиции перед гласным e из ě и частично из ę (ʒeci, deň, vrácic), в то время как в северных западнословацких — перед гласным e любого происхождения, кроме e < ъ, а также в форманте инфинитива (ʒeci, ʒeň, vrácit). Данное явление сблизило северные западнословацкие говоры с говорами восточнословацкого диалекта, в которых происходили аналогичные языковые процессы. Позднее, в нижнетренчинских говорах ассибилированные согласные подверглись реституции в тех же позициях, что и в среднесловацком диалекте — изменились в мягкие ť и ď. Ассибилированные c и ʒ представлены в поважских говорах лишь частично, чаще всего отмечаются отвердевшие t и d. В юго-восточных западнословацких говорах ассибиляция ť и ď отсутствует, в юго-западных ассибиляция отмечается в позициях перед исконным i и e из ě и частично из ę.
Тесные языковые контакты северных говоров среднесловацкого диалекта с говорами соседнего среднесловацкого диалекта отражены в распространении на той или иной части территории северного западнословацкого ареала типичных среднесловацких языковых черт. При этом круг диалектных черт среднесловацкого происхождения для каждой из групп говоров северного ареала оказывается различным, более того часто среднесловацкие явления часто отмечаются только на части территории распространения группы говоров, прежде всего в восточной (на границе со среднесловацким ареалом). Так, в верхнетренчинских говорах реализуется закон ритмического сокращения, как правило, не действующий в других северных говорах. В нижнетренчинских говорах распространены мягкие согласные ť и ď, а в поважских говорах отмечается билабиальная u̯ в причастиях мужского рода на -l также неизвестные в остальном северном западнословацком ареале. В целом поважский ареал подвергся меньшему среднесловацкому влиянию, нежели верхнетренчинский и нижнетренчинский ареалы. В отличие от остальных северных западнословацких говоров нижнетренчинские говоры испытали воздействие среднесловацкого диалекта не только из-за того, что территории их ареалов непосредственно граничат друг с другом, но и вследствие массовой миграции носителей среднесловацких говоров, начавшейся с XIV века, в нижнетренчинскую область.
В целом северные западнословацкие говоры характеризуются типичными чертами западнословацкого диалекта. В их числе такие фонетические явления, как:
1. Наличие фонологически долгих гласных при отсутствии дифтонгов в большей части говоров: собственно долгие гласные á, í, ú; соответствующие среднесловацким дифтонгам исконные долгие монофтонги é, ó, á и монофтонгизировавшиеся или распавшиеся дифтонги í, i̯é je, ú и vo. В распространении данной черты в ареале северных говоров наблюдается отклонение, так как в них отмечаются дифтонги, главным образом i̯e и u̯o. В то же время система вокализма северных говоров отличается от системы гласных среднесловацкого диалекта, поскольку в последних дифтонги распространены шире, в их число входят не только дифтонги i̯e, u̯o, но и i̯a, i̯u.
2. Отсутствие закона ритмического сокращения слога (закона слоговой гармонии, согласно которому в слове не могут следовать друг за другом два слога с долгими гласными): xválím «я хвалю», krásní и т. п. Исключение в северном ареале составляют верхнетренчинские говоры, в которых ритмическое сокращение известно.
3. Тенденция к утрате парных мягких согласных — их полное отсутствие или наличие только одной пары по твёрдости / мягкости n — ň. В верхнетренчинских говорах отмечаются только мягкие ľ и ň, в нижнетренчинских — ť и ď, в поважских парные мягкие согласные отсутствуют полностью.
4. Палатализация согласных в позициях перед e из ě или ę. В северных говорах смягчение согласных и реализация ассибиляции охватывает большее число позиций — перед гласным e любого происхождения, кроме e < ъ.
5. Инициальное ударение, всегда падающее на первый слог в слове.

Среди фонетических явлений, характеризующих западнословацкий диалект, выделяется ряд праславянских рефлексов, а также некоторые более поздние фонетические особенности:
1. Наличие в большинстве случаев на месте праславянских сочетаний *orT-, *olT- не под акутовым ударением roT-, loT-: rokita, rost’em, vloňi и т. п.
2. Сохранение сочетаний tl, dl или изменение их в ll (исключая причастия на -l): krídlo / kríllo, šidlo / šillo.
3. Изменение согласного ch в š по второй палатализации: Češi, mňíši и т. п.
4. Изменение сочетания редуцированных с плавным l̥ (tьlstъ) в позиции между двумя согласными, один из которых язычный, в сочетание lu (tlust).
5. Изменение редуцированного в сочетаниях trъt, tlъt, trьt, tlьt в гласный полного образования: krest, blexa и т. п.

Кроме того, к западнословацким фонетическим чертам относится более позднее диалектное явление — вокализация редуцированных ь, ъ в сильной позиции с образованием на их месте e: deska «доска», kotel «котёл», oves «овёс», ocet «уксус», statek «скот», ven «вон», «вне» и т. п., а также другие диалектные черты.
В числе западнословацких морфологических черт отмечаются такие явления, как: